# Dongos
Dongos is een bestuurslaag in het regentschap Japara van de provincie Midden-Java, Indonesië. Dongos telt 6912 inwoners (volkstelling 2010).